# Benjamin Manceau
Benjamin Manceau (Angers, 2 de junio de 1987) es un deportista francés que compitió en remo como timonel.
Ganó tres medallas en el Campeonato Mundial de Remo entre los años 2008 y 2013, y dos medallas en el Campeonato Europeo de Remo, en los años 2008 y 2009.

## Palmarés internacional
| Campeonato Mundial | Campeonato Mundial      | Campeonato Mundial | Campeonato Mundial |
| Año                | Lugar                   | Medalla            | Prueba             |
| ------------------ | ----------------------- | ------------------ | ------------------ |
| 2008               | Ottensheim (Austria)    | Medalla de plata   | Dos con timonel    |
| 2012               | Plovdiv (Bulgaria)      | Medalla de plata   | Dos con timonel    |
| 2013               | Chungju (Corea del Sur) | Medalla de bronce  | Dos con timonel    |
| Campeonato Europeo |                         |                    |                    |
| Año                | Lugar                   | Medalla            | Prueba             |
| 2008               | Maratón (Grecia)        | Medalla de oro     | Ocho con timonel   |
| 2009               | Brest (Bielorrusia)     | Medalla de bronce  | Ocho con timonel   |